# Mantra maja-mritiun-yaia
El majá-mritiun-yaia (‘oración para conquistar la gran muerte’) es uno de los mantras más conocidos del hinduismo.
- mahāmṛtyuṃjaya mantra, en el sistema AITS (alfabeto internacional para la transliteración del sánscrito).
- महामृत्युंजय मन्त्र, en escritura devanagari del sánscrito.

- Pronunciación: /majá mritium shaia mantra/.[1]
- Etimología: ‘oración para conquistar la gran muerte’, siendo majá: ‘grande’, mritium: ‘muerte’, yaia: ‘victoria’, mantra: ‘oración religiosa’.[1]
  - Majá Mritiu es también un nombre de Shivá.[1]

Proviene del verso 7.59.12 del Rig-veda (el primero de los cuatro Vedas, de mediados del II milenio a. C., el texto más antiguo de la literatura de la India.
Este verso también está presente en el Iáyur-veda (Taitiría-samjita 1.8.6.i; Vayasanei-samjita 3.60).
También se le llama mantra tri-ambakam, porque se dirige al Triambaka ‘tres ojos’, uno de los calificativos del dios Rudra, que más tarde sería conocido como Shivá.

## Texto
tri-ambakam iayamajé
su-gandim pusti vardanám
urvarukamiva bandanán
mritior muksíia mamritat
Que, palabra por palabra, significa:
tryambakaṃ: de tres ojos (originalmente ‘de las tres madres’: Amba, Ambika y Ambalika).
yajāmahe: te adoramos
su-gandhiṃ: muy-fragante
puṣṭi: lozanía, plenitud de vida
vardhanam: el que aumenta
urvārukam: Cucumis usitatíssimus (variedad india de pepino o quizá melón)
iva: como, del mismo modo
bandhanān: atadura (el tallo del calabacín).
mṛtyor: de la muerte
mukṣīya: libéranos
mā: no
amṛtāt: inmortalidad.

### Traducción simple
Tres Ojos, te adoramos,
fragante acrecentador del bienestar;
igual que el calabacín de su atadura [el tallo],
de la muerte libéranos, nos conceda la inmortalidad.